# Kōsuke Taketomi
Kōsuke Taketomi (武富 孝介?, Taketomi Kōsuke; Saitama, 23 settembre 1990) è un calciatore giapponese, centrocampista dell'Ococias Kyoto.

## Palmarès

### Club

#### Competizioni nazionali
- J2 League: 2

Kashiwa Reysol: 2010
Shonan Bellmare: 2014
- Coppa dell'Imperatore: 1

Urawa Reds: 2018